# BYD Dolphin
BYD Dolphin — повністю електричний субкомпактний або компактний хетчбек, що випускається китайським виробником BYD Auto з 2021 року.

## Огляд

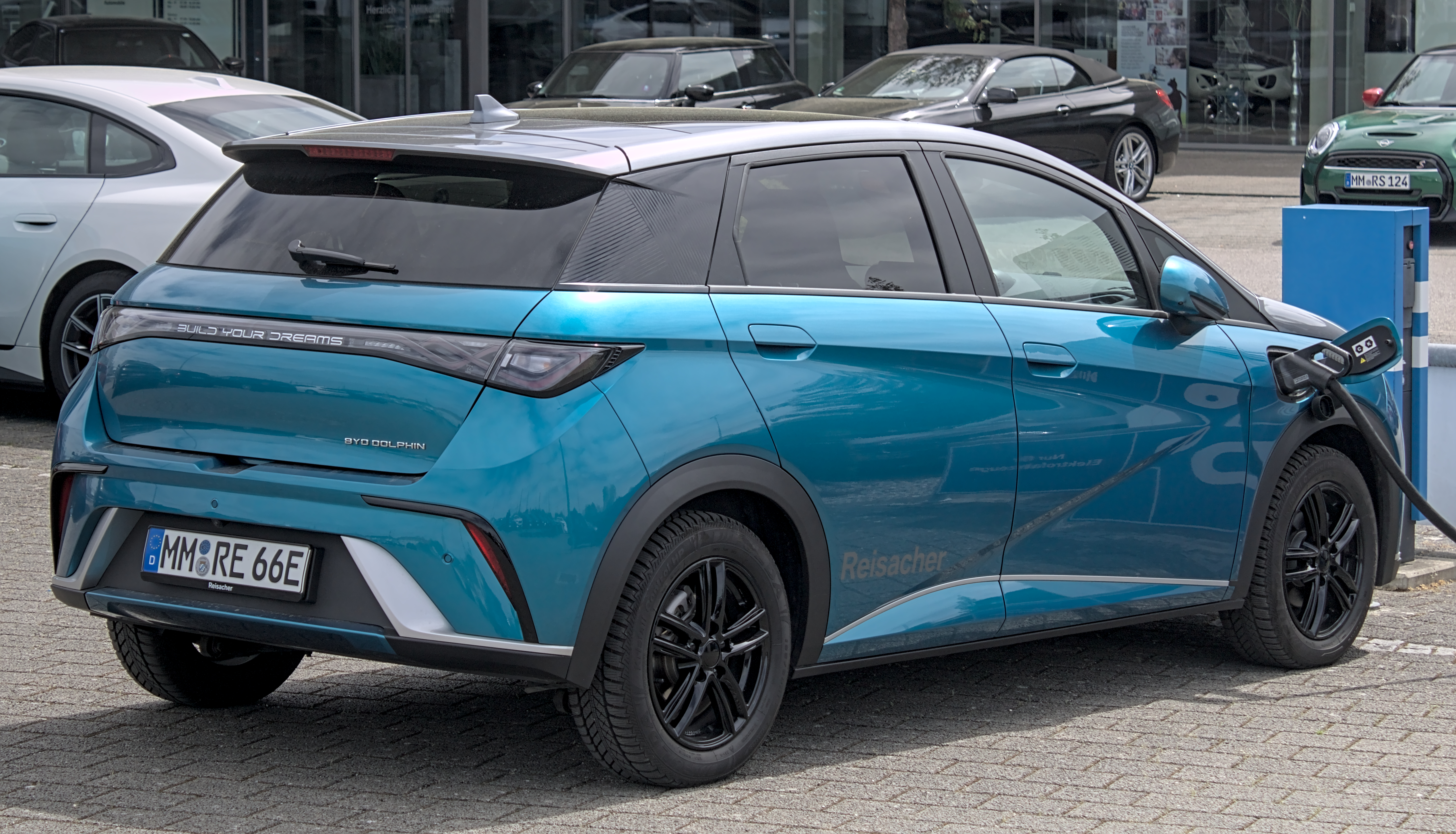
BYD Dolphin (Global)

Під час Auto Shanghai у квітні 2021 року BYD представила нове покоління платформи, призначеної для електромобілів, під назвою e-Platform 3.0, яка завдяки кращому розподілу ваги має запропонувати ефективнішу продуктивність і запас ходу. Водночас китайський виробник представив передсерійний прототип нового міського хетчбека під назвою BYD EA1 Concept, анонсувавши не лише нову лінійку електрокарів, а й модернізовану стилістичну мову та логотип компанії.

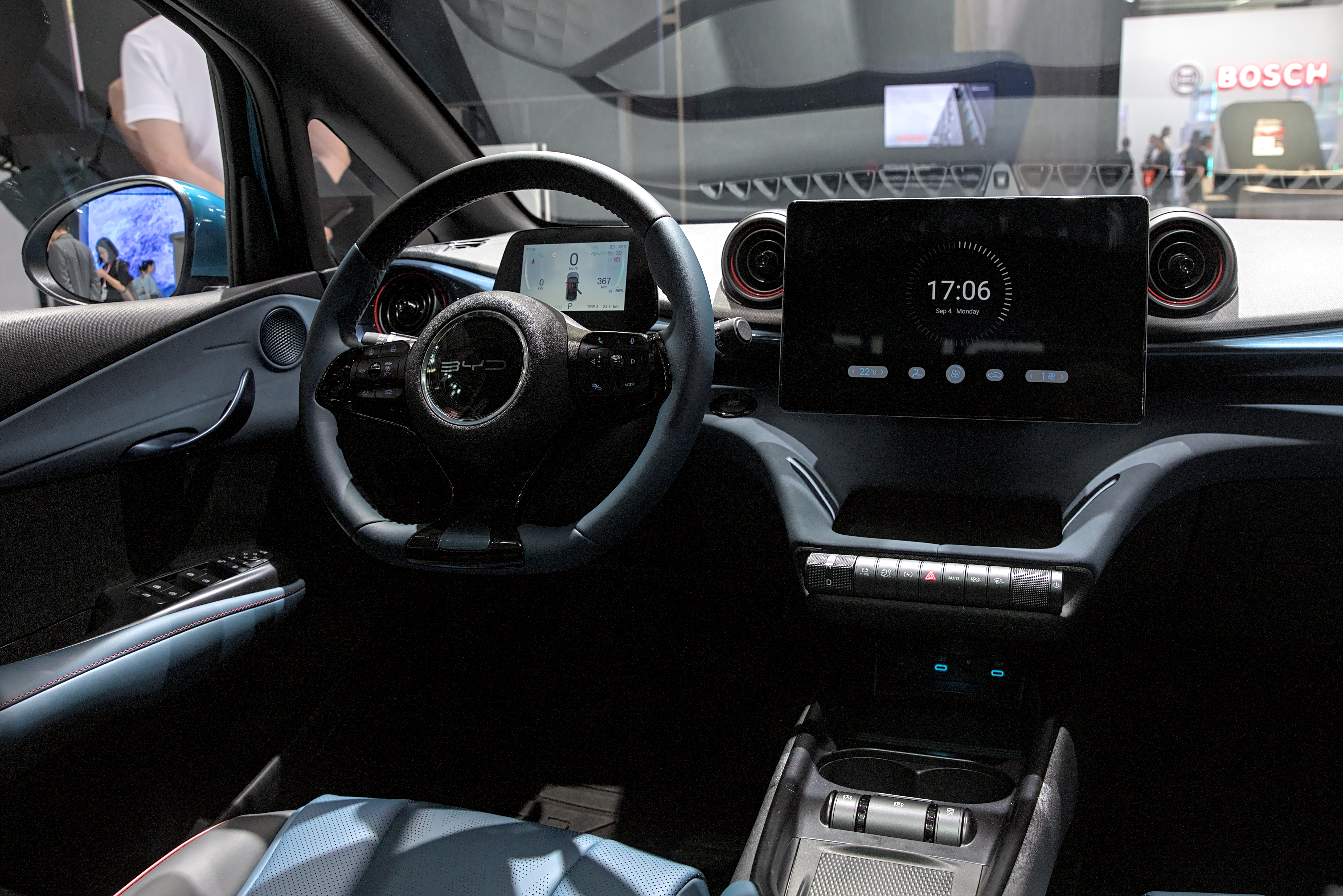

Серійна модель була представлена через три місяці під назвою BYD Dolphin. Автомобіль повністю відтворив зовнішній вигляд прототипу, з однокутним силуетом і чіткими формами для нового покоління автомобіля BYD, керівник команди дизайнерів Вольфганг Еггер. Як було оголошено, автомобіль був першою серійною моделлю, що носила новий логотип BYD.
У лютому 2022 року австралійський дистриб’ютор BYD, EVDirect, оголосив про плани продавати Dolphin в Австралії за цільовою ціною 35 000–40 000 австралійських доларів і зосередитися на операторах спільного користування.
Розміри BYD Dolphin у Китаї становлять 4070 або 4125/1770/1570 мм, з колісною базою 2700 мм. Задній вантажний простір або багажник становить 345 л, що збільшується до 1310 л, коли задні сидіння складені.
Європейська версія Dolphin отримала інші бампери та довжину 4,29 м, що робить її автомобілем C-сегменту. Крім того, силовий агрегат інший: двигун переднього приводу потужністю 150 кВт, акумулятор ємністю 60 кВт-год. Завдяки цим модифікаціям він безпосередньо конкурує з Volkswagen ID.3 150 кВт із заднім приводом, 58 кВт/год за довжиною, потужністю двигуна, розміром батареї та запасом ходу.

## Двигуни
- 70 kW (95 к.с.) 180 Нм (08/2021–12/2022)
- 130 kW (180 к.с.) 290 Нм (з 08/2021)
- 150 kW (200 к.с.) 310 Нм (європейська версія, з 06/2023)

## Продажі
| рік  | Китай   | Таїланд | Австралія | Бразилія | Малайзія |
| ---- | ------- | ------- | --------- | -------- | -------- |
| 2021 | 29,598  |         |           |          |          |
| 2022 | 204,674 |         |           |          |          |
| 2023 | 299,708 | 9,410   | 925       | 6,812    | 1,313    |

1. ↑  Цифри на основі реєстрації (Малайзія)